# Sopenjärvi (sjö i Sonkajärvi, Norra Savolax)
Sopenjärvi är en sjö i kommunen Sonkajärvi i landskapet Norra Savolax i Finland. Den är 8,9 meter djup. Arean är 36 hektar och strandlinjen är 3,38 kilometer lång. Sjön  ingår i Vuoksens huvudavrinningsområde.   Den ligger omkring 89 kilometer norr om Kuopio och omkring 410 kilometer norr om Helsingfors. 